# Мисики (Полтавський район)
Ми́сики — село в Україні, в Опішнянській селищній громаді Полтавського району Полтавської області. Населення становить 73 осіб.

## Географія
Село Мисики знаходиться на відстані 1 км від села Човно-Федорівка та за 0,5 км від села Кольченки. По селу протікає пересихаючий струмок з загатою.

## Історія
1859 року у козачому хуторі налічувалось 44 двори, мешкало 270 осіб (120 чоловічої статі та 150 — жіночої).
У Національній книзі пам'яті жертв Голодомору 1932—1933 років в Україні перелічено 6 жителів села, що загинули від голоду.